# Municipio de Caborca
El municipio de Caborca es uno de los 72 municipios del estado mexicano de Sonora. Se encuentra localizado en la zona noroeste de la entidad en la región del desierto de Sonora. Cuenta con 341 localidades dentro de su territorio, su cabecera municipal y localidad más habitada es la ciudad de Heroica Caborca, mientras que otras importantes son La Y Griega, El Diamante, El Coyote, Desemboque, Puerto Lobos y San Francisquito. El municipio fue decretado como tal en 1890.
Según el Censo de Población y Vivienda realizado en 2020 por el Instituto Nacional de Estadística y Geografía (INEGI), el municipio tiene un total de 89 122. Tiene una extensión territorial de 165 721.84 km², lo que lo convierte en el tercer municipio más extenso del estado, y el 19.º del país. Su producto interno bruto per cápita es de USD 10 388 y su índice de desarrollo humano (IDH) es de 0.8356.[cita requerida] Como a la mayoría de los municipios de Sonora, el nombre se le dio por su cabecera municipal.

## Geografía
EL municipio de Caborca se encuentra ubicado en el noroeste del estado de Sonora y se extiende entre el Golfo de California o Mar de Cortés y la Frontera entre Estados Unidos y México, se encuentra cubierto casi totalmente por el Desierto de Sonora. Tiene una extensión total de 10,721.84 kilómetros cuadrados que lo convierte en el tercer municipio más extenso de Sonora y el décimo noveno más grande del país, sus coordenadas extremas son 30° 3′ - 31° 45′ de latitud norte y 112° 6′ - 113° 8′ de longitud oeste y su altitud va de los 1 a los 2,500 metros sobre el nivel del mar.
Limita al sur y sureste con el municipio de Pitiquito, al este con el municipio de Altar y al noroeste con el municipio de Puerto Peñasco y con el municipio de General Plutarco Elías Calles; al extremo noreste limita con Estados Unidos, particularmente con el Condado de Pima del estado de Arizona.

### Límites municipales
Tiene límites administrativos con los siguientes municipios y condados según su ubicación:
| Noroeste: General Plutarco Elías Calles y Puerto Peñasco | Norte: Condado de Pima, Arizona, EE. UU. | Nordeste: Condado de Pima y Altar |
| Oeste: Golfo de California                               |                                          | Este: Altar                       |
| Suroeste: Golfo de California                            | Sur: Pitiquito                           | Sureste: Pitiquito                |

### Orografía e hidrografía

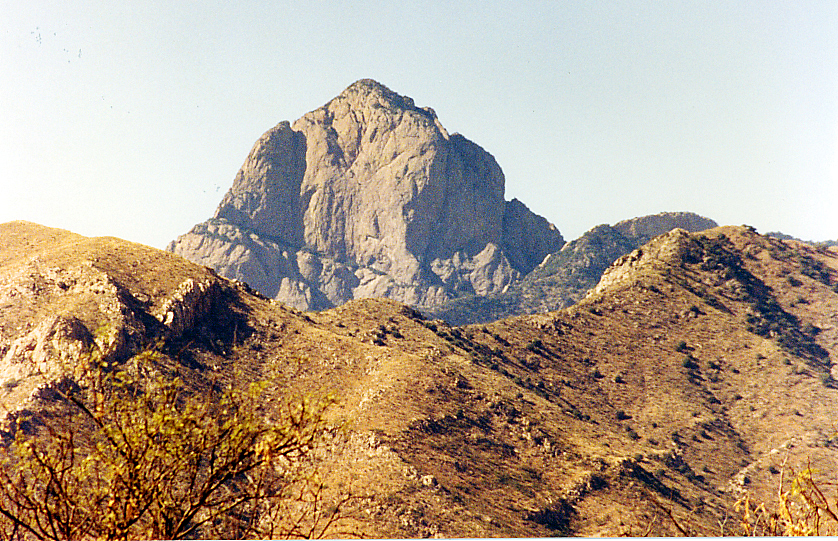
Desierto de Sonora

El territorio de Caborca es mayoritariamente plano con un claro declive en sentido norte a sur que termina en la costa del Golfo de California, sin embargo, es surcado por algunas serranías que elevan el terreno como la Sierra el Álamo al centro del territorio y la Sierra el Viejo en la zona sur, la Sierra la Gloria al oeste y la Sierra la Manteca en el extremo norte, estas sierras se encuentran territorialmente aisladas la una de la otra y constituyen picos elevados en medio de la extensión desértica. Fisiográficamente el territorio de Caborca se encuentra ubicado totalmente dentro de la Provincia fisiográfica II Llanura Sonorense y la mayor parte a la Subprovincia fisiográfica 08 Sierras y Llanuras Sonorenses y un pequeño sector a la Subprovincia fisiográfica 06 Desierto de Altar.
El principal río del municipio es el río Asunción que recorre el centro del territorio en sentido este a oeste hasta su desembocadura en el Golfo de California, su principal afluente el río Magdalena que se une al Asunción en el extremo este del municipio, son afluentes del Asunción además el Arroyo el Coyote y el Arroyo el Plomo, así como numerosas corrientes menores que descienden de las serranías únicamente en época de lluvias. Todo el municipio pertenece a la Región hidrológica Sonora Norte y a tres diferentes cuencas, la zona noroeste forma la Cuenca Desierto de Altar-río Bámori, la zona este y central a la Cuenca río Concepción-Arroyo Cocóspera y el sur a la Cuenca río San Ignacio y otros.

### Clima y ecosistemas

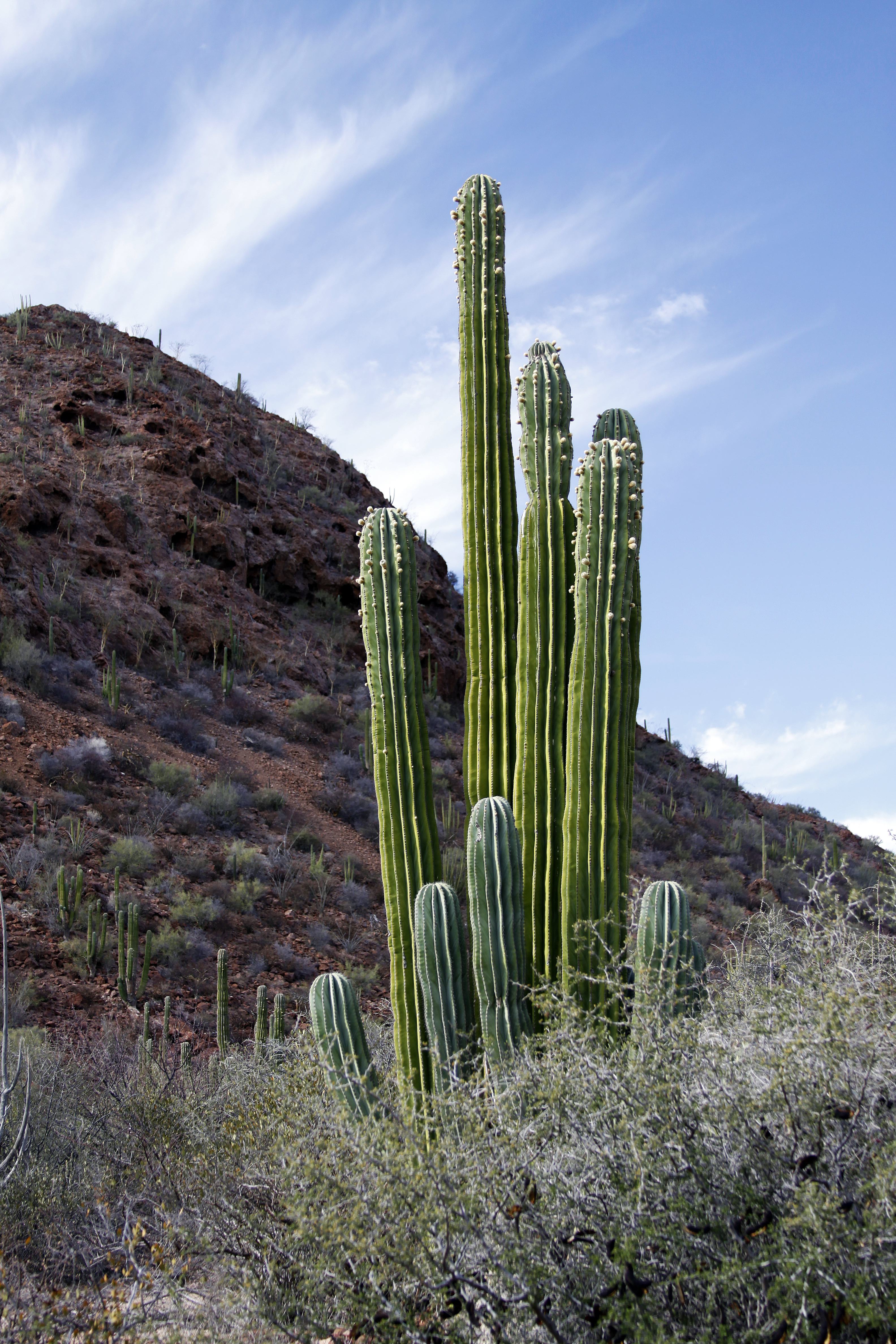
Cardón

Al estar localizado en mayoritariamente en el Desierto de Sonora, el clima de Caborca es sumamente extremo y caracterizado por sus elevadas temperaturas y baja pluviosidad, la mayor parte de su territorio registra un clima Muy seco semicálido, existiendo además dos pequeñas zonas con otro tipo de clima, en su extremo norte el clima es seco semicálido y un sector del centro-este clima Muy seco muy cálido y cálido; la temperatura media anual que se registra en la mayor parte del territorio es de 20 a 22 °C, con la excepción del noreste y un sector en el centro-este es de 22 a 24 °C; la pluviosidad promedio anual se divide en cuatro zonas, la más al oeste en la costa del Golfo de California es inferior a los 100 mm, la más seca de Sonora y una de las más secas del país, le siguen sucesivamente hacia el este franjas de 100 a 200 mm, 200 a 300 mm y finalmente 300 a 400 mm en el extremo noreste del territorio.
El territorio municipal se encuentra cubierto al norte, este y sur por matorral, y en la zona oeste por el desierto, al centro del territorio se encuentra una zona dedicada a la agricultura mediante sistemas de riego, las principales especies vegetales son las características de las zonas desérticas como mezquite, gobernadora, nopal, idria, cirio, copalquin elefante, candelilla, agave y cardón; las principales especies animales están representados por sapo, sapo toro, tortuga de desierto, cachora, víbora de cascabel, camaleón, víbora sorda, coralillo, bura, venado cola blanca, borrego cimarrón, berrendo, puma coyote, jabalí juancito, ratón de campo, tórtola churrea, tecolote cornudo, cardenalito, cuervo cuello blanco, aura, zopilote, gavilán ratonero, halcón negro y güilota.

## Demografía
Según el Censo de Población y Vivienda realizado en 2020 por el Instituto Nacional de Estadística y Geografía (INEGI), el municipio tiene un total de 89,122 habitantes, de los cuales 44,736 son hombres y 44,386 son mujeres. ocupando el puesto 8° entre los más poblados del estado.

### Grupos étnicos
Un total de 606 personas mayores de cinco años de edad y residentes en el municipio de Caborca son hablantes de alguna lengua indígena, el número de lenguas presenta una gran dispersión, pues los hablantes indígenas son principalmente trabajadores migrantes que desde sus estados de origen se trasladan a laborar en los campos agrícolas del municipio o intentan cruza la frontera con Estados Unidos, de esos 606 hablantes 357 son hombres y 249 son mujeres, 545 son bilingües al idioma español, 1 es únicamente hablante de su lengua indígena y 60 no especifican condición de bilingüismo.
La lengua indígena con mayor presencia en el municipio son las lenguas mixtecas, con un total de 105 hablantes, seguido por 65 hablantes de idioma triqui, 57 de idioma mayo, 45 de lenguas zapotecas, 44 de náhuatl, 32 de idioma o'odham (también conocido como pápago) y 24 de idioma huichol, existen otras 27 lenguas indígenas presentes en el territorio con cantidades de hablantes menores a los anteriores; además un total 141 personas no especifican la lengua que hablan. Del total de lenguas indígenas habladas en Xaborca son nativas de Sonora únicamente el idioma mayo y el o'odham ya mencionados en el párrafo anterior, así como el idioma yaqui con 12 hablantes, y el idioma seri, con 3 hablantes.
El municipio de Caborca es uno de los principales asentamientos de la tribu Tohono O'odham, también conocida por pápagos, sin embargo este nombre es considerado como peyorativo y rechazado por muchos de ellos, esta tribu se extiende tanto en México como en Estados Unidos, donde cuenta con varias reservas ubicadas en el Condado de Pima, Condado de Pinal y Condado de Maricopa; en el municipio de Caborca se ubican en localidades como Santa Elena, El Carricito, Las Noras, Pozo Prieto, El Coyote y la principal es San Francisquito, ubicada en el extremo norte del municipio cerca a la frontera con Estados Unidos y que es sede de su gobernador.

### Localidades
El municipio de Caborca tiene un total de 341 localidades, las principales son las que a continuación se enlistan:
| Localidad                           | Población |
| Total Municipio                     | 89,122    |
| Heroica Caborca                     | 67,604    |
| Plutarco Elías Calles (La Y Griega) | 5,159     |
| El Diamante (La Retranca)           | 1,630     |
| El Coyote                           | 1,602     |
| Ejido La Ures                       | 858       |
| Poblado San Felipe                  | 788       |
| Álvaro Obregón                      | 759       |
| Adolfo Oribe de Alva                | 646       |
| Desemboque                          | 584       |
| La Almita                           | 577       |
| Último Esfuerzo                     | 574       |
| La Alameda (Cortázar)               | 498       |
| José María Morelos                  | 495       |

Principales localidades

- Otras localidades son: Jesús García, 15 de Septiembre, Santa Eduwiges (La Cachora), Ures, Rodolfo Campodónico, La Primavera, San Pedro, Josefa Ortiz de Domínguez, San Faustino, Poblado Cerro Blanco, Puerto Lobos, La Mochomera (La Morena), Juan Álvarez, Ejido Cajeme Dos, México Sesenta y Ocho, San Isidro, El Parral, Lázaro Cárdenas, La Realidad, Viñedos Viva, Alfonso Garzón Santibáñez, San Francisquito, entre otras.

## Infraestructura

### Carreteras
Las principales vías carreteras que se localizan en el municipio de Caborca, son:
- Carretera Federal 2.
- Carretera estatal 003 de Sonora.
- Carretera estatal 044 de Sonora.

La principal carretera que comunica y da servicio al municipio es Caborca es la Carretera Federal 2 o eje fronterizo que en su sección oeste comunica de Tijuana, Baja California a El Porvenir, Chihuahua; esta carretera en el municipio de Caborca transita por su sector noreste y en sentido sureste-noroeste, ingresa proveniente del municipio de Pitiquito, paso por la cabecera municipal, Caborca, y continúa hacia el noroeste cruzando el desierto y saliendo del municipio hacia el territorio del de Puerto Peñasco, esta es la principal vía de comunicación que une al resto del país el estado de Baja California, así como las ciudades sonorenses de San Luis Río Colorado y Sonoyta; el tramo de la carretera de Caborca a San Luis Río Colorado es de un solo cuerpo pavimentado y formado por dos carriles de circulación, uno en cada sentido y con superficie de acotamiento. El tramo de la carretera de Santa Ana a Caborca es una autopista de cuatro carriles.
El interior del municipio es comunicado por dos principales carreteras estatales y numerosos caminos vecinales; la Carretera estatal 044 de Sonora parte de la cabecera municipal inicialmente en sentido este-oeste hasta la población de Plutarco Elías Calles, conocida popularmente como La Y Griega, donde tuerce hacia el suroeste y termina en el puerto de Desemboque en el Golfo de California; en Plutarco Elías Calles se encuentra un entronque —que le da el nombre de "Y Griega" al pueblo— donde comienza la Carretera estatal 003 de Sonora y que continúa primeramente en sentido este-oeste y luego tuerce hacia el norte bordeando la costa para continuar hacia la ciudad de Puerto Peñasco. Estados dos carreteras y otras menores, así como numerosos caminos de terracería son la principal vía de comunicación e intercambio comercial para el interior agrícola del municipio, donde gracias a proyectos de irrigación y regadío se han dedicado a la agricultura grandes extensiones de desierto. Desde la cabecera municipal hacia el sur parte otra carretera inicialmente pavimentada que posteriormente se comunica en terracería y termina en Puerto Lobos, otra población costera del Golfo de California.

### Ferrocarril
El municipio de Caborca es atravesado en forma longitudinal sureste-noroeste por la línea de Ferrocarril Sonora Baja California, construida en la década de 1940 del siglo XX para poder comunicar por vía terrestre a Baja California con el resto del país, debido al territorio agreste y completamente desértico por el que atravesada fue muy difícil y costosa su construcción, este ferrocarril fue un gran impulsor del desarrollo económico de Caborca hasta el fin de sus actividades de transporte de pasajeros en 1998, siendo en la actualidad dedicado únicamente a la carga.

## Política
El gobierno del municipio es ejercido por el Ayuntamiento, que es electo por voto universal, directo y secreto para un periodo de tres años que no pueden ser reelegidos para el periodo inmediato pero si de forma no continua, el ayuntamiento lo conforman el presidente municipal, el síndico y el cabildo formado por seis regidores, cuatro electos por mayoría y dos por el principio de representación proporcional; todos entran a ejercer su cargo el día 16 de septiembre del año en que se llevó a cabo su elección.

### Representación legislativa
Para la elección de diputados locales al Congreso de Sonora y de diputados federales a la Cámara de Diputados de México el municipio de Caborca se encuentra integrado en los siguientes distritos electorales:
Local:
- III Distrito Electoral Local de Sonora con cabecera en la ciudad de Heroica Caborca.[18]

Federal:
- I Distrito Electoral Federal de Sonora con cabecera en la ciudad de San Luis Río Colorado.[19]

### Presidentes municipales
- (1982 - 1985): Rafael González Guereña
- (1985 - 1988): Roberto Reynoso Gómez
- (1988 - 1991): Carlos Enrique Figueroa San Martín
- (1991 - 1994): Ramón Rivera Montaño
- (1994 - 1997): José Manuel Copado Rodrigo
- (1997 - 2000): César Salgado Arrizón
- (2000 - 2003): Jorge Trevor Pino
- (2003 - 2006): Héctor Cañez Ríos
- (2006 - 2009): Hernán Méndez Oros
- (2009 - 2012): Darío Murillo Bolaños
- (2012 - 2015): Francisco Alfonso Jiménez Rodríguez
- (2015 - 2018): Karina García Gutiérrez
- (2018 - 2021): Librado Macías González
- (2021 - 2024): Abraham David Mier Nogales
- (2024 - 2027): Abraham David Mier Nogales